# Bielactwo nabyte

Plamy bielacze na dystalnej części ręki

Bielactwo nabyte (łac. vitiligo) – przewlekła choroba autoimmunologiczna polegająca na depigmentacji płatów skóry.

## Etiologia
Choroba spotykana często, niekiedy występująca rodzinnie. Bielactwo nabyte objawia się odbarwionymi plamami różnego kształtu i wielkości, bez stanów zapalnych, otoczonych ciemniejszą obwódką. Choroba jest efektem zniszczenia lub zaburzeń czynności melanocytów i ma tendencję do rozszerzania się.

## Leczenie
W leczeniu bielactwa nabytego wykorzystuje się kremy maskujące, fotochemioterapię, czy miejscowo sterydy, jak i podejmuje się próby przeszczepiania melanocytów własnych z innych miejsc ciała chorego.
Na bielactwo nabyte cierpiał między innymi Michael Jackson, mówił o tym w 1993 w programie Oprah Winfrey. Wykonana po jego śmierci w 2009 r. sekcja zwłok to potwierdziła. Cierpiał na odmianę tej choroby: vitiligo universalis.